# Historia de Huancavelica
Historia de Huancavelica es una narración histórica escrita por Federico Salas Guevara Schultz el año 2008. Este libro rescata hechos históricos, geológicos, geográficos, geopolíticos, demográficos, cultura, minería, entre otros temas importantes de Huancavelica, una región peruana.

## Argumento
Historia de Huancavelica es una obra narrativa de investigación compuesta por dos tomos que busca abarcar aspectos históricos desde épocas antiguas, pasando por épocas de conquista, Virreinato, República, hasta temas de perspectivas más modernas del departamento de Huancavelica. Fue escrita por Federico Salas Guevara, quien realizó una investigación exhaustiva que le tomó más de ocho años para estructurar su obra. Su faceta en la investigación de la historia de Huancavelica surgió desde su posición política y enfoque en la investigación. Federico Salas Guevara fue un mandatario político de la región de Huancavelica, quien además investigó la historia de la "Tierra del mercurio". Su investigación se basó en la búsqueda de información de fuentes oficiales de su país y del extranjero, donde también se ubican archivos históricos, al ser Huancavelica en la época colonial un lugar reconocido por los descubrimientos y explotación minera.